# 2010-es ukrajnai elnökválasztás
A 2010-es ukrajnai elnökválasztás a független Ukrajna 1991-es létrejötte óta ötödik alkalommal megtartott elnökválasztás volt. Az első fordulóra 2010. január 17-én került sor. Az első választási fordulót a szavazatok 35,38%-ának megszerzésével Viktor Janukovics nyerte, a második helyet 25,05%-kal Julija Timosenko szerezte meg. Az első fordulóban egyik jelölt sem szerzett abszolút többséget, ezért 2010. február 7-én megtartották az elnökválasztás második fordulóját, melyet Janukovics 48,95%-os szavazataránnyal nyert meg, míg Timosenko 45,47%-ot kapott.

## Jogi és politikai háttér
Ukrajna elnökét ötödik alkalommal fogják ukrán állampolgárok megválasztani demokratikus keretek között. Az egyenlőség, a szavazati jog minden ukránnak jár, titkos szavazati voksolásra kerül majd sor. Ugyanaz a személy nem töltheti be a posztot két egymást követő periódusban. 2005-től a hivatalt Viktor Juscsenko tölti be.
A jelöltnek 35 életévét betöltött ukrán állampolgárnak kell lennie és Ukrajnában kell élnie már minimum tíz éve. Az ukrán alkotmány előírja, hogy anyanyelve ukrán kell hogy legyen.
Az elnökválasztáson pártok és egyéni jelöltek indulnak, akik indulási szándékukat 2009. október 20-ig jelezték a Központi Választási Bizottságnak (CVK). A szavazás lebonyolítására 1 milliárd 532 millió hrivnyát biztosított a központi költségvetés.
Az Ukrán Legfelsőbb Tanács (Verhovna Rada) eredetileg 2009. október 25-ét jelölte ki a választás napjának, de ezt a határozatot Viktor Juscsenko elnök az alkotmánybíróságon megtámadta. Az alkotmánybírósági határozat alkotmányellenesnek minősítette a parlament döntését, mely ezt követően 2010. január 17-re tűzte ki a választás időpontját.
Az első fordulóban 2010. január 17-én a szavazáshelységek délelőtt 8-kor nyitottak és 22:00-ig lehetett szavazni.

## Regisztrált jelöltek
A CVK által regisztrált jelöltek (a vezetéknév alapján ábécé sorrendben):
- Inna Hermanyivna Bohoszlovszka
- Mihajlo Jurijovics Brodszkij
- Anatolij Sztepanovics Hricenko
- Arszenyij Petrovics Jacenyuk
- Viktor Fedorovics Janukovics
- Viktor Andrijovics Juscsenko
- Jurij Ivanovics Kosztenko
- Volodimir Mihajlovics Litvin
- Olekszandr Olekszandrovics Moroz
- Olekszandr Viktorovics Pabat
- Vaszil Vasziljovics Protivszih
- Szerhij Mikolajovics Ratusnyak
- Oleh Vasziljovics Rjabokony
- Petro Mikolajovics Szimonenko
- Ljudmila Pavlivna Szuprun
- Szerhij Leonyidovics Tyihipko
- Julija Volodimirivna Timosenko
- Oleh Jaroszlavovivcs Tyahnibok

A Progresszív Szocialista Párt elnökének, a szélsőséges, oroszbarát Natalija Vitrenkónak a regisztrációját a CVK formai okokra hivatkozva elutasította.

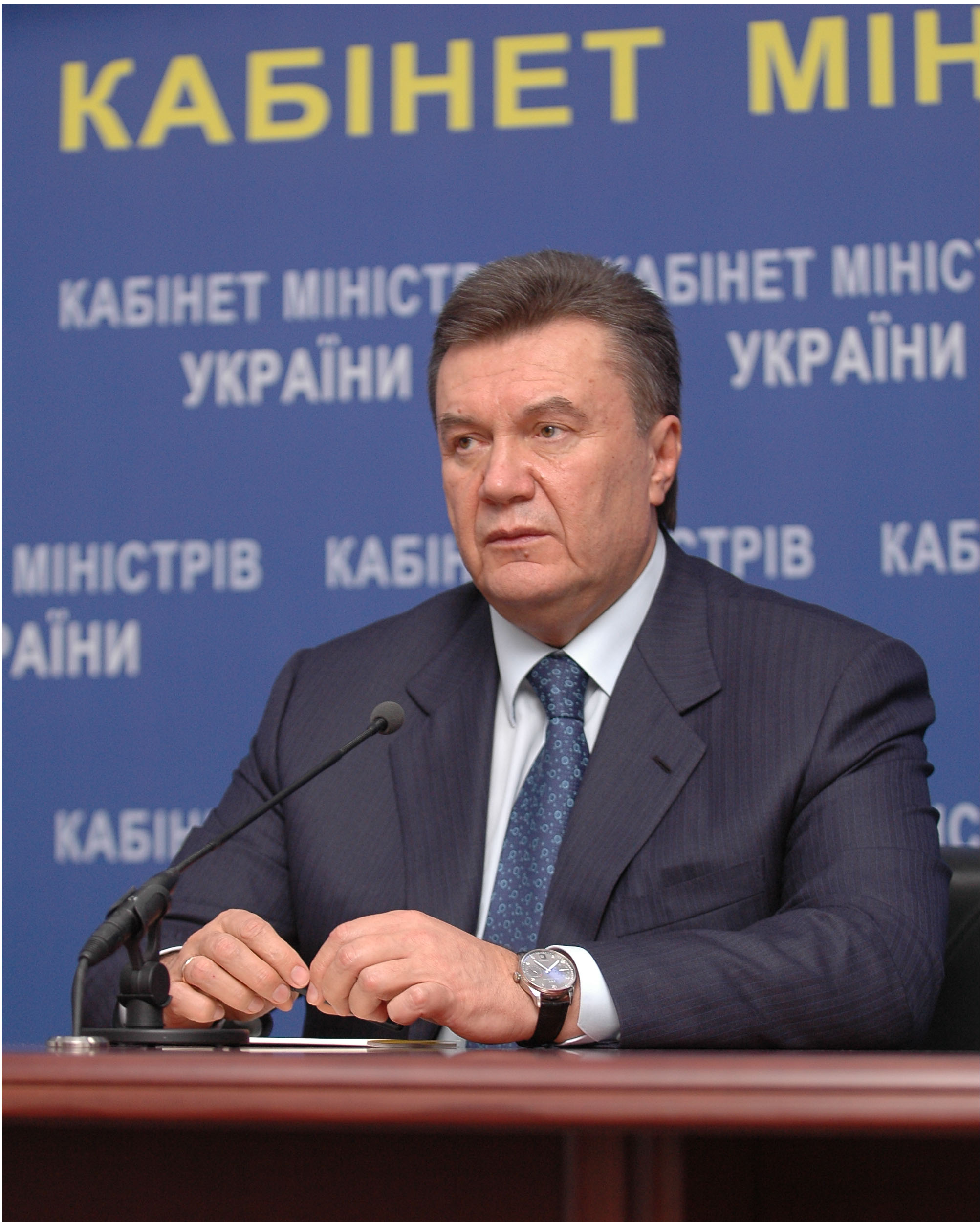
Viktor Janukovics
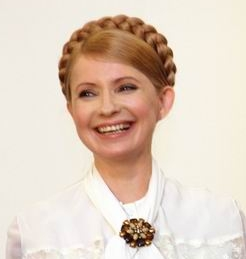
Julija Timosenko
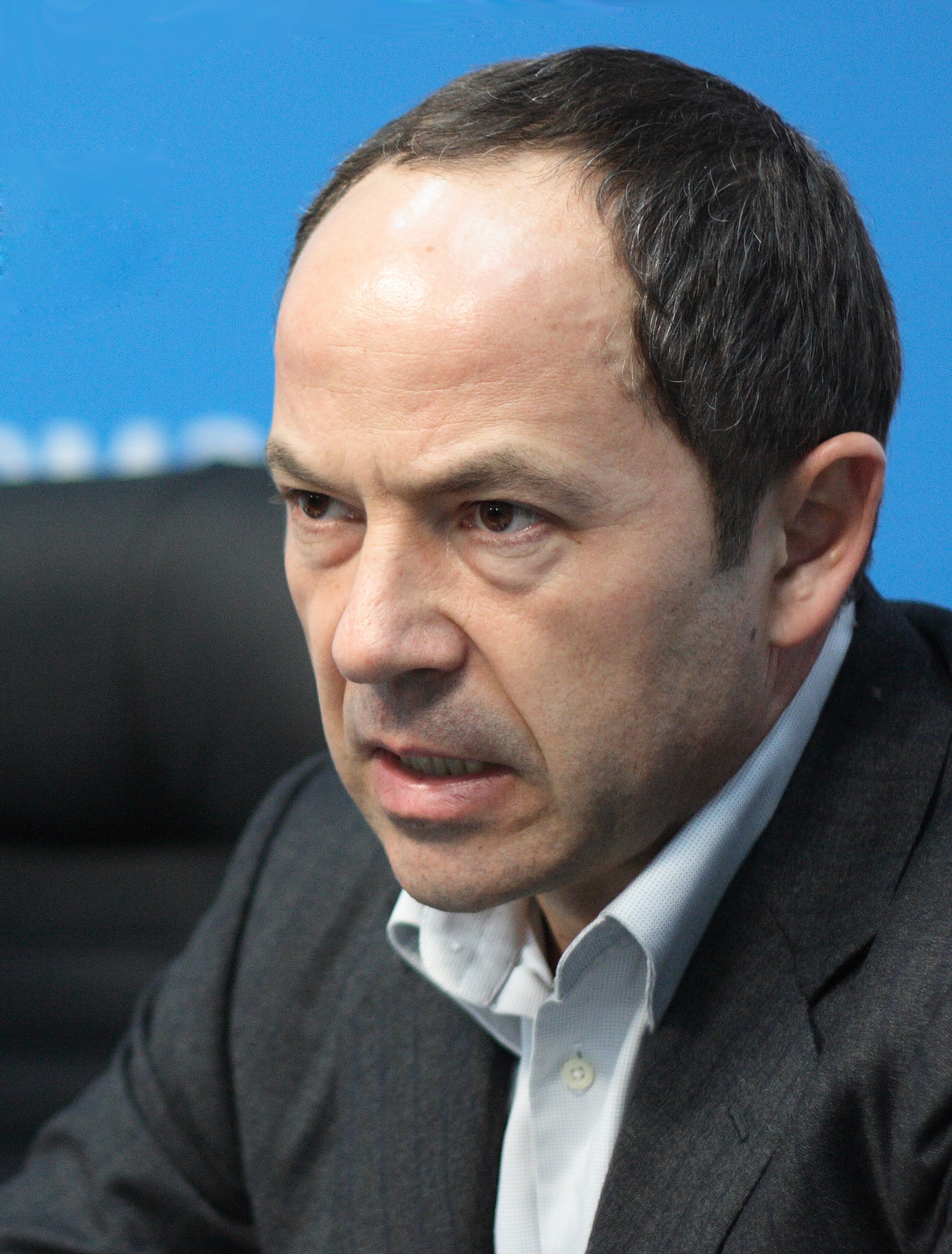
Szerhij Tyihipko
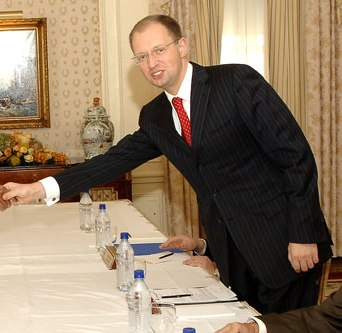
Arszenyij Jacenyuk
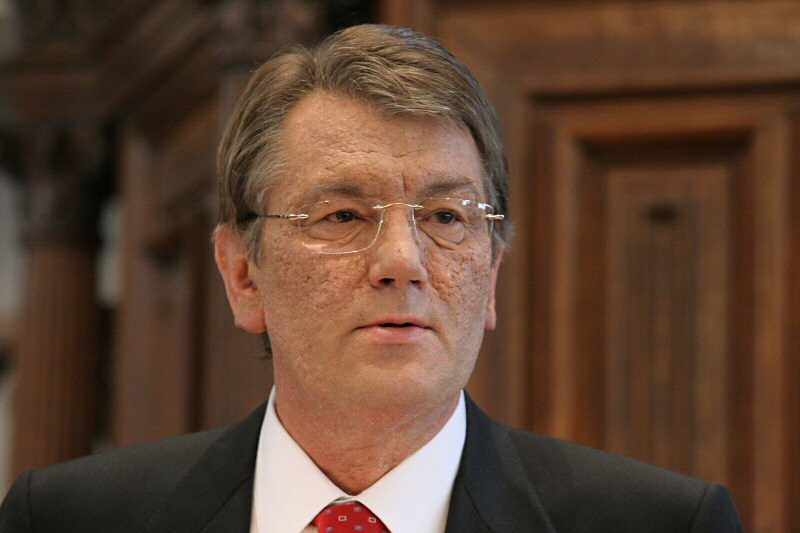
Viktor Juscsenko
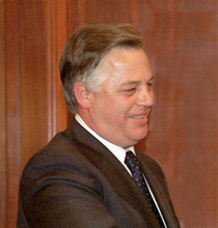
Petro Szimonenko
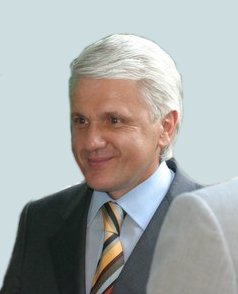
Volodimir Litvin
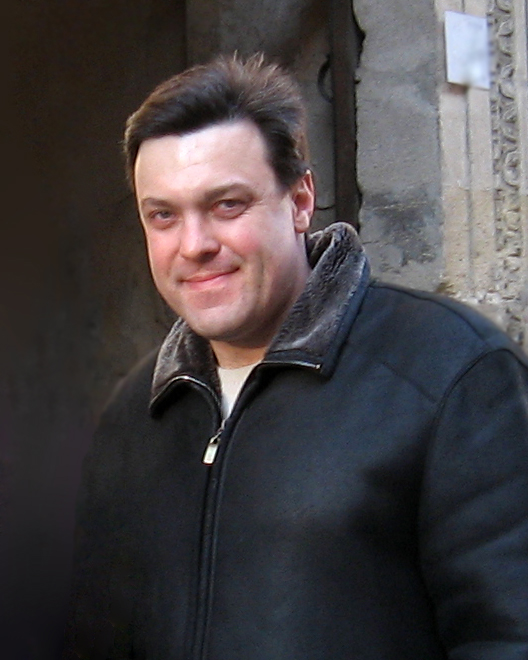
Oleh Tyahnibok
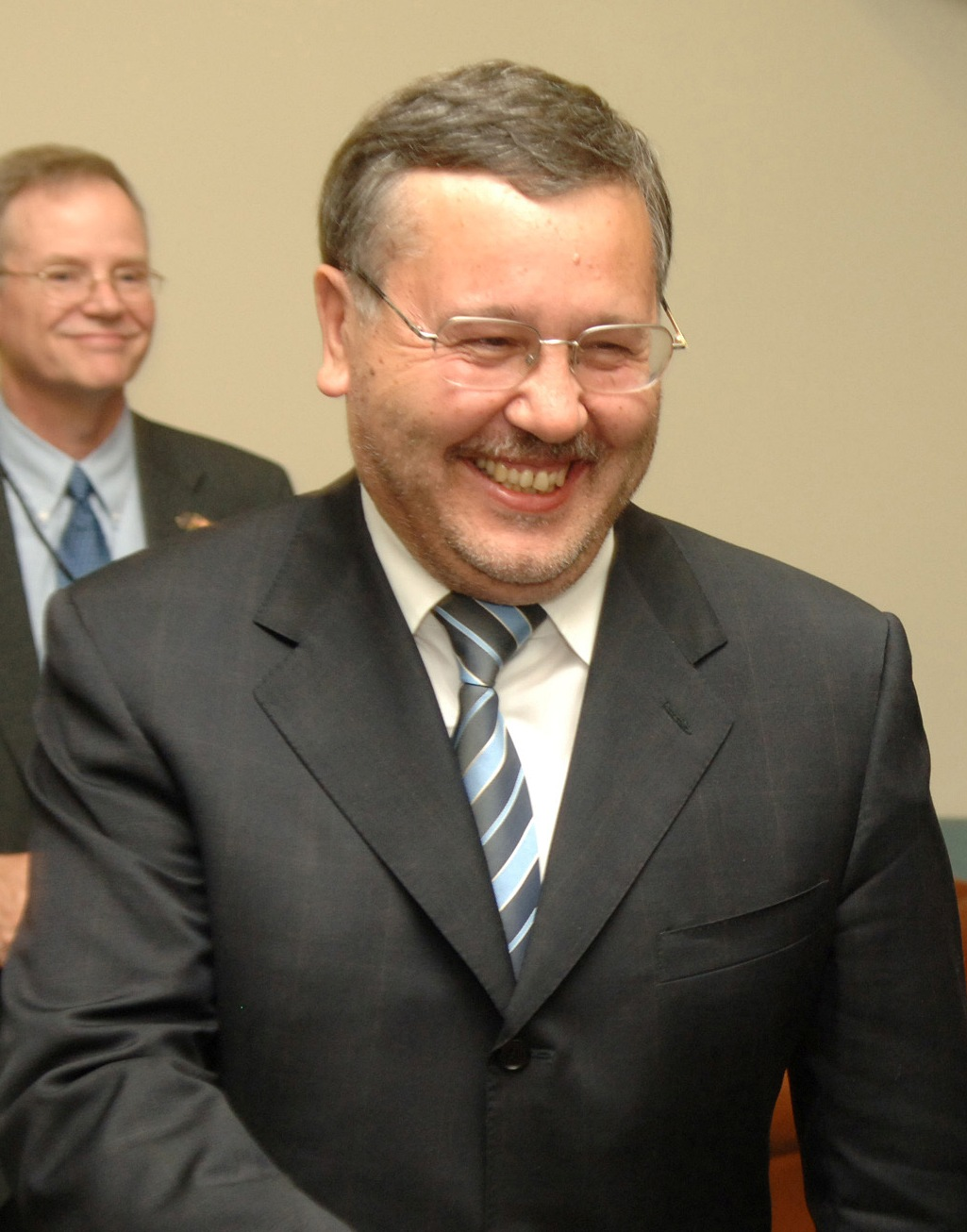
Anatolij Hricenko

## Választási eredmények

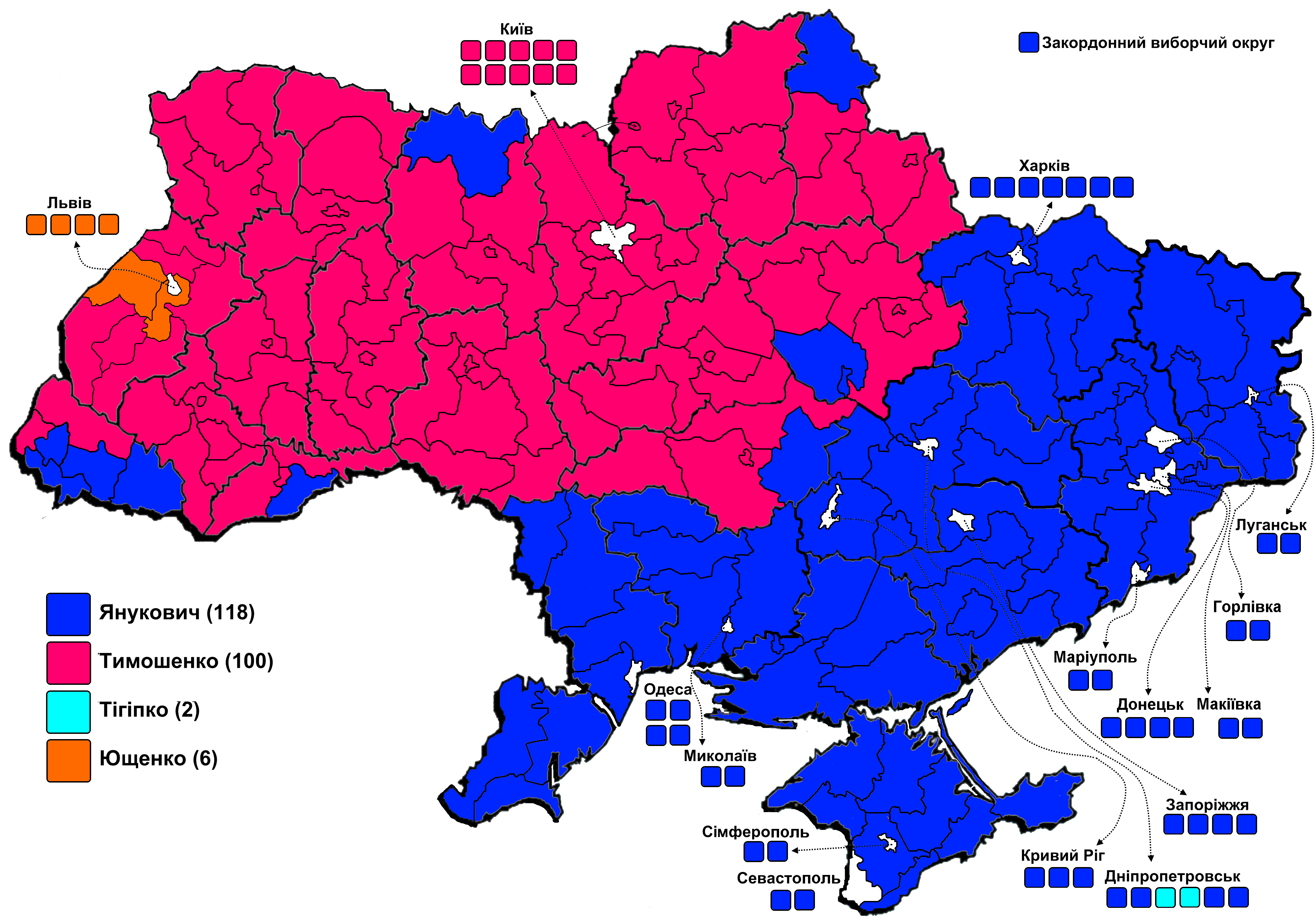
Az első forduló területi győztesei

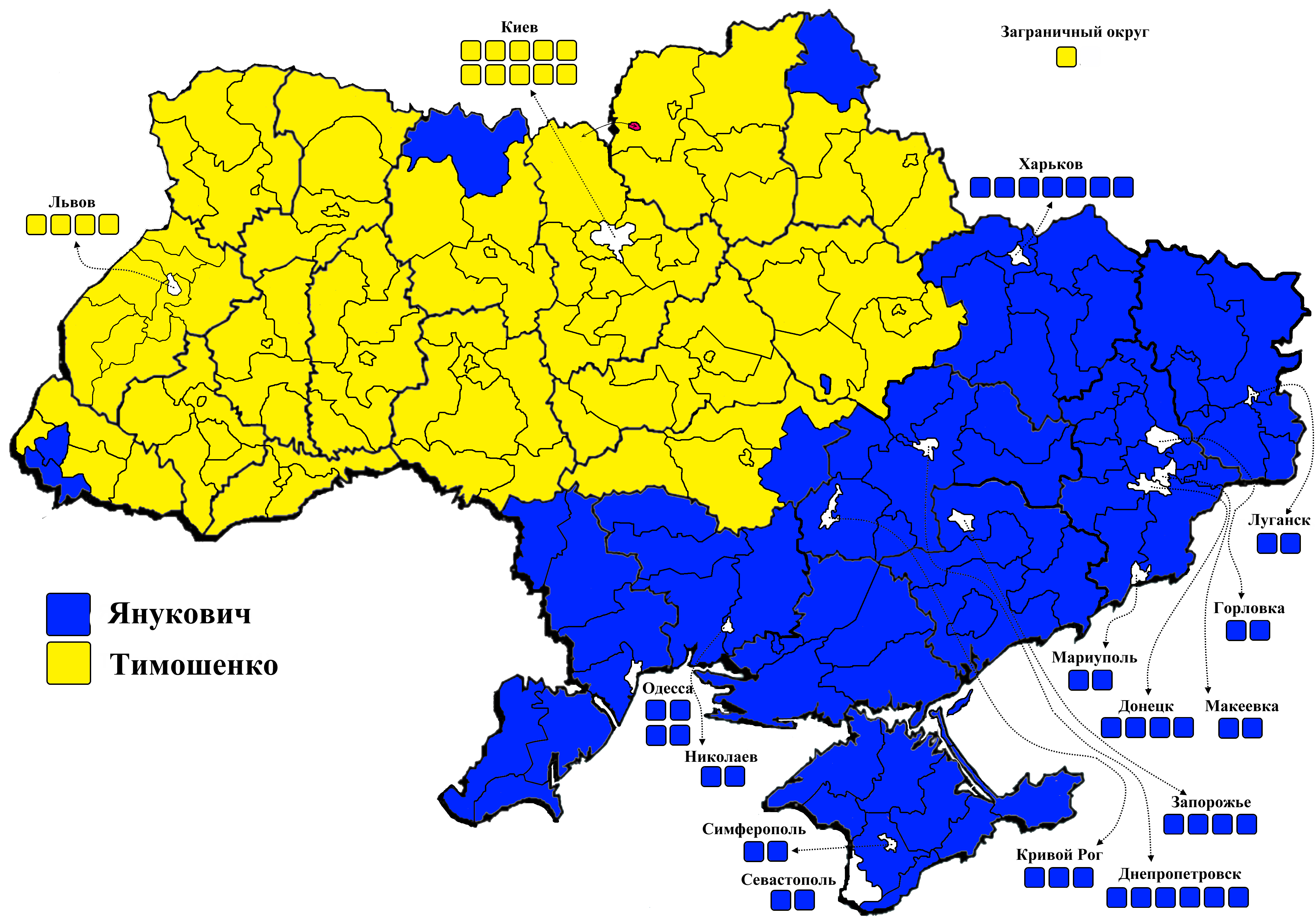
A második forduló területi győztesei

| Viktor Janukovics Julija Timosenko | Szerhij Tyihipko Viktor Juscsenko |

| Viktor Janukovics | Julija Timosenko |

| Jelölt                                            | Első forduló | Első forduló      | Második forduló | Második forduló   |
| Jelölt                                            | Szavazatszám | Szavazatarány (%) | Szavazatszám    | Szavazatarány (%) |
| ------------------------------------------------- | ------------ | ----------------- | --------------- | ----------------- |
| Viktor Janukovics                                 | 8 686 751    | 35,32             | 12 481 268      | 48,95             |
| Julija Timosenko                                  | 6 159 829    | 25,05             | 11 593 340      | 45,47             |
| Szerhij Tyihipko                                  | 3 211 257    | 13,06             |                 |                   |
| Arszenyij Jacenyuk                                | 1 711 749    | 6,96              |                 |                   |
| Viktor Juscsenko                                  | 1 341 539    | 5,45              |                 |                   |
| Petro Szimonenko                                  | 872 908      | 3,55              |                 |                   |
| Volodimir Litvin                                  | 578 886      | 2,35              |                 |                   |
| Oleh Tyahnibok                                    | 352 282      | 1,43              |                 |                   |
| Anatolij Hricenko                                 | 296 413      | 1,20              |                 |                   |
| Inna Bohoszlovszka                                | 102 435      | 0,41              |                 |                   |
| Olekszandr Moroz                                  | 95 169       | 0,38              |                 |                   |
| Jurij Kosztenko                                   | 54 376       | 0,22              |                 |                   |
| Ljudmila Szuprun                                  | 47 349       | 0,19              |                 |                   |
| Vaszil Protivszih                                 | 40 352       | 0,16              |                 |                   |
| Olekszandr Pabat                                  | 35 475       | 0,14              |                 |                   |
| Szerhij Ratusnyak                                 | 29 796       | 0,12              |                 |                   |
| Mihajlo Brodszkij                                 | 14 991       | 0,06              |                 |                   |
| Oleh Rjabokony                                    | 8 334        | 0,03              |                 |                   |
| Egyik sem                                         | 542 819      | 2,20              |                 | 4,36              |
| Érvénytelen                                       | 405 789      | 1,65              |                 | 1,19              |
| Összesen                                          | 24 588 256   | 100               | 25 493 503      | 100               |
| Forrás: Ukrán Központi Választási Bizottság (CVK) |              |                   |                 |                   |

## Külső hivatkozások
- Az ukrán Központi Választási Bizottság honlapja (ukránul)
- Az Ukrán Legfelsőbb Tanács (Verhovna Rada) honlapja (ukránul)